# الدوري الفنزويلي الممتاز 2012–13
الدوري الفنزويلي الممتاز 2012–13 (بالإسبانية: Primera División Venezolana 2012-13)‏ هو الموسم 93 من الدوري الفنزويلي الممتاز. كان عدد الأندية المشاركة فيه 18، وفاز فيه نادي زامورا.